# Licata (Italie)
Pour les articles homonymes, voir Licata.
Licata est une ville italienne de la province d'Agrigente, en Sicile.

## Géographie
Licata est située à l’embouchure de l'Imera méridionale (ou Salso), au pied du mont Ecnomos.

## Histoire
Lieu de la Bataille d'Himère en -311 lors de laquelle Agathocle est défait par les Carthaginois, occupé par les humains depuis la Protohistoire, la cité est fondée en -284 par le tyran  Phintias d’Agrigente qui lui donne son propre nom.
En -256, la bataille du Cap Ecnome voit s'affronter Romains et Carthaginois.
A la fin des années 1950, on doit importer l'eau potable pour alimenter la ville, arrivée par bateaux-citernes, vendues dans les rues par des charretiers, l'aqueduc existant étant régulièrement coupé par la Mafia.

## Culture

### Sport
La ville dispose de son propre stade, le Stade Dino Liotta, dans lequel évolue le principal club de football de la ville, le Licata Calcio 1931.

## Administration
| Période                                  | Période  | Identité     | Étiquette     | Qualité |
| ---------------------------------------- | -------- | ------------ | ------------- | ------- |
| 30 juin 2008                             | En cours | Angelo Graci | Centro-Destra |         |
| Les données manquantes sont à compléter. |          |              |               |         |

### Hameaux
Torre di Gaffe

### Communes limitrophes
Butera, Camastra, Campobello di Licata, Naro, Palma di Montechiaro, Ravanusa.

### Jumelages
- Cestas (France) depuis 2007
- Reinheim (Hesse) (Allemagne)
- Birgu (Malte) depuis 2024